# Vicente Esquivel
Pour les articles homonymes, voir Esquivel.
Vicente Esquivel est un peintre et sculpteur espagnol du XIXe siècle.

## Biographie
Vicente Esquivel est le deuxième fils d'Antonio María Esquivel. En 1867, il est nommé professeur de dessin à l'Académie royale des Beaux-Arts Saint-Ferdinand à Madrid. Il peint principalement des portraits.